# تيوس (فرعون)
تيوس، (بالإنجليزية: Teos)‏، كان فرعون مصر بين عامي 362 و 360 ق.م. وكان الحاكم المشارك مع أبيه نخت انبو الأول من نحو 365 ق.م. وقد أطاح به نخت انبو الثاني بمساعدة اكسيلاوس الثاني من اسبرطة وأُجبر على الفرار إلى بلاد فارس عن طريق بلاد العرب. منحه الملك الفارسي أرتاخرخس الثاني اللجوء، وعاش تيوس في المنفى الفارسي حتى وفاته.

## حكمه
وفي عام 365 ق.م.، نصب نخت انبو الأول ابنه تيوس  شريكا في الملك ووريثاً، وحتى وفاته في 363 حكم الأب والابن معاً. بعد وفاة الوالد قام تيوس بغزو بلاد الشام التي كانت ترزح تحت الاحتلال الفارسي. وخلال تلك الحملة فقد تيوس عرشه في انقلاب دبره ابنه تجا هاب إيمو وأتى بحفيد تيوس نخت انبو الثاني إلى العرش.

## مقالات ذات صلة
- الأسرة المصرية الثلاثون
- نخت انبو الثاني
- الإسكندر الأكبر